# 巴克·琼斯
巴克·琼斯，（英語：Buck Jones，1891年12月12日—1942年11月30日，原名查尔斯·弗雷德里克·格布哈特（英語：Charles Frederick Gebhart）），美国男演员，以出演多部知名的西部片闻名。
1942年11月30日，琼斯遭遇椰林夜总会大火不幸罹难，该大火是全球史上最严重的夜总会火灾，包括琼斯在内共有492人丧生。